# Chantecoq

Chantecoq este o comună în departamentul Loiret din centrul Franței. În 1 ianuarie 2022 avea o populație de 516 de locuitori.